# Emma Wikén
Emma Christina Wikén, född 1 maj 1989 i Åsarna, är en svensk före detta längdskidåkare. Hon tävlade på världscupsnivå och för Åsarna IK. Wikén vann ett OS-guld och ett VM-silver, båda gångerna som medlem av det svenska stafettlaget.

## Biografi

### Bakgrund och nationellt
Wikén kommer från Åsarna, en jämtländsk ort som även fostrat skidåkare som Thomas Wassberg, Jan Ottosson och Torgny Mogren. Hennes första skidframgångar på större nivå skedde 2006, då hon (som 16-åring) blev sexa i 18-årsklassen på den nationella tävlingen Svegsskidan. Året därpå vann hon 18-årsklassen vid samma tävling. 2008 vann hon i 20-årsklassen både Lilla Hoarundan (arrangerad av Ytterhogdals IK) och ÖSK Skidan (arrangerad av Östersunds SK).
Emma Wikén för första gången i längd-SM för seniorer 2008, då hon kom på 16:e plats på "dubbeljakten" över 10 km. Året därpå blev hon vid SM 15:e kvinna på 30 km (klassisk stil). Större SM-framgångar nåddes 2010, då hon tog SM-silver på 30 km (hon var samtidigt femma på 10 km och åtta på 15 km dubbeljakt).
Under de kommande åren bekräftade hon sin position som en av Sveriges tio bästa kvinnliga skidlöpare. Vid 2011 års SM var hon nia på 10 km, sjua på 15 km och fyra på 30 km, medan hon 2012 nådde platserna 5, 5 respektive 15 på samma distanser. Under SM-veckan i Falun 2013 tog Wikén guld i skiathlon, och under senare år har hon på SM som bäst fått brons individuellt (15 km skiathlon 2017) och silver i stafett (2016).

### VM- och OS-framgångar
I VM-sammanhang har Wikén individuellt som bäst varit på 14:e plats. Det skedde på 15 km skiathlon vid 2013 års VM i Val di Fiemme. Vid samma tävlingar nådde hon sitt hittills bästa VM-resultat, då hon som medlem i det svenska stafettlaget erövrade en silvermedalj. Hon har hittills deltagit i tre världsmästerskap – 2013, 2015 och 2017 – och i övriga individuella tävlingar (där hon kommit till start) nått mellan 16:e och 32:e plats.
Emma Wikén har representerat Sverige vid ett olympiskt spel – i Sotji 2014. Där kom hon åtta på 30 km masstart (fristil), nia på 15 km skiathlon och tolva på 10 km (klassisk stil). Dessutom åkte hon andra sträckan i det stafettlag som överraskande vann olympiskt guld; detta innebar Sveriges första damstafettguld sedan 1960.

### Världscupen, senare år
Emma Wikén tävlade i längdvärldscupen för första gången 2010 då hon blev 36:a på Slottssprinten i Stockholm. I världscupen har Wikén som bäst blivit trea, som del av det svenska damstafettlaget (18 december 2016 i La Clusaz). Individuellt har hon vid två tillfällen blivit fyra, vilket skett 2013 (17 februari i Davos på 10 km i fristil) och 2015 (7 januari i Toblach, 5 km i klassisk stil).
Säsongen 2018/2019 stod Wikén utanför det svenska längdlandslaget. Hon har dock fortsatt att tävla i nationella tävlingar, både på kortare och längre distanser. I januari 2019 deltog hon också i en världscuptävling, som ersättare för den sjukskrivna Maja Dahlqvist.

## Utmärkelser
- Sixten Jernbergpriset (2013)
- Svenska Dagbladets guldmedalj 2014